# Boliqueime (Santo António do Funchal)
Boliqueime é um sítio povoado da freguesia de Santo António do Funchal, concelho do Funchal, Ilha da Madeira.
O nome do sítio deriva possivelmente da freguesia algarvia de Boliqueime de onde seria um ou mais dos primitivos povoadores.